# Zitkála-Šá
Zitkála-Šá, chiamata anche Red Bird o da sposata  Gertrude Simmons Bonnin (Yankton, 22 febbraio 1876 – Washington, 26 gennaio 1938), è stata una scrittrice, attivista e musicista nativa americana della tribù Lakota, con cittadinanza statunitense.

## Biografia
Scrisse diverse opere che raccontano le sue lotte per l'identità culturale e l'attrazione tra la cultura maggioritaria con cui era stata educata e la cultura Dakota (Yankton sioux) con cui era nata e cresciuta. I suoi libri furono tra le prime opere a portare le storie tradizionali dei nativi americani a un vasto pubblico di lettori di lingua inglese ed è stata una delle più importanti attiviste per i diritti nativi dei americani del XX secolo.
Lavorando con il musicista americano William F. Hanson, scrisse i testi delle canzoni per The Sun Dance (1913), prima opera degli indiani d'America.
È stata cofondatrice del National Council of American Indians nel 1926, associazione istituita per rivendicare i diritti dei nativi alla cittadinanza statunitense e ad altri diritti civili a cui erano stati a lungo negati; ne fu presidente del consiglio fino alla sua morte nel 1938.